# Sidney Bracey
Sidney Bracey, nato Sidney Bracy (Melbourne, 18 dicembre 1877 – Hollywood, 5 agosto 1942), è stato un attore australiano naturalizzato statunitense.

## Biografia
Nato a Melbourne, in Australia, era figlio del tenore gallese Henry Bracy e dell'attrice inglese Clara T. Bracy.
Sua zia era l'attrice e ballerina Lydia Thompson.
Nel mondo teatrale di Broadway prese parte a The Rose of Persia (1900). Trasferitosi a Londra, ha preso parte a The Toreador, in scena nel 1901. In seguito si unì alla D'Oyly Carte Opera Company e recitò in altre rappresentazioni teatrali (The Emerald Isle, Il racconto d'inverno, A Persian Princess). Tornato a Broadway, recita a teatro in Robin Hood e Rob Roy tra il 1912 ed il 1913.
Il suo debutto nell'industria del cinema è avvenuto nel cortometraggio del 1909 Cohen at Coney Island. Per la Thanhouser Film Corporation, tra il 1913 ed il 1915, interpretò dozzine di film, spesso interpretando il ruolo del maggiordomo, come in The Million Dollar Mystery.
È stato attivo anche come regista, avendo diretto due cortometraggi tra il 1914 ed il 1915; ovvero Sid Nee's Finish e On the Brink of the Abyss. Nel 1914 si sposa con Evelyn Forshay. In quegli anni cambiò l'ortografia del suo cognome in Bracey.
Tra il 1909 ed il 1944 appare in oltre 340 produzioni cinematografiche. Tra i lavori in cui recita vi sono The Monster Walks (1932), Maschere di celluloide (1928), Passion Fruit (1921), È suonata la libera uscita (1928), Sinfonia nuziale (1928), Il supplizio del fuoco (1929), La bolgia dei vivi (1931), Sogni infranti (1933), Nostro pane quotidiano (1934), Al di là delle tenebre (1935), L'isola della furia (1936), La baronessa e il maggiordomo (1938), Missione all'alba (1938) e The Body Disappears (1941).
Morì a Hollywood all'età di 64 anni. Il suo ultimo ruolo, non accreditato, è nel film Il ponte di San Luis Rey (1944).

## Filmografia parziale
- Gli uomini della notte (Outside the Law), regia di Tod Browning (1930)
- L'enigma dell'alfiere nero (The Bishop Murder Case), regia di David Burton e Nick Grinde (1930)
- La modella (Inspiration), regia di Clarence Brown (1931)
- Ritorno (Letty Lynton), regia di Clarence Brown (1932)
- The Kid from Kokomo, regia di Lewis Seiler (1939)